# Chraštice
Chraštice (en allemand : Groß Kraschtitz) est une commune du district de Příbram, dans la région de Bohême-Centrale, en République tchèque. Sa population s'élevait à 250 habitants en 2020.

## Géographie
Chraštice se trouve à 10 km à l'est-nord-est de Breznice, à 14 km au sud-sud-est de Příbram et à 62 km au sud-ouest de Prague.
La commune est limitée par Zbenice au nord, par Bukovany et Kozárovice à l'est, par Zalužany et Mirovice au sud, et par Svojšice à l'ouest.

## Histoire
La première mention écrite de la localité date de 1260.

## Administration
La commune se compose de deux quartiers :
- Chraštice
- Chraštičky

## Transports
Par la route, Chraštice se trouve à 11 km de Březnice, à 15,5 km de Příbram et à 69 km de Prague.